# Chris Lokesa
Chris-Emmanuel Dikwama Lokesa (Leopoldsburg, 7 novembre 2004) è un calciatore belga, centrocampista dell'RKC Waalwijk.

## Carriera

### Club
Chris Lokesa ha iniziato a giocare nell'Anderlecht nel 2019. Nel 2022 è stato promosso nella seconda squadra dell'RSCA Futures in Division 1B.
Il 17 dicembre 2022 si è unito agli olandesi dell'RKC Waalwijk con un contratto di tre anni.

### Nazionale
Ha giocato nella nazionale belga Under-15.

## Statistiche

### Presenze e reti nei club
Statistiche aggiornate al 19 settembre 2023.
| Stagione        | Squadra         | Campionato      | Campionato | Campionato | Coppe nazionali | Coppe nazionali | Coppe nazionali | Coppe continentali | Coppe continentali | Coppe continentali | Altre coppe | Altre coppe | Altre coppe | Totale | Totale | Totale |
| Stagione        | Squadra         | Comp            | Pres       | Reti       | Comp            | Pres            | Reti            | Comp               | Pres               | Reti               | Comp        | Pres        | Reti        | Pres   | Reti   |        |
| --------------- | --------------- | --------------- | ---------- | ---------- | --------------- | --------------- | --------------- | ------------------ | ------------------ | ------------------ | ----------- | ----------- | ----------- | ------ | ------ | ------ |
| 2022-gen. 2023  | RSCA Futures    | 2D              | 11         | 4          |                 | -               | -               |                    | -                  | -                  |             | -           | -           | 11     | 4      |        |
| gen.-giu. 2023  | RKC Waalwijk    | ED              | 1          | 0          | CO              | 0               | 0               |                    | -                  | -                  |             | -           | -           | 1      | 0      |        |
| 2023-2024       | RKC Waalwijk    | ED              | 4          | 0          | CO              | 0               | 0               |                    | -                  | -                  |             | -           | -           | 4      | 0      |        |
| Totale carriera | Totale carriera | Totale carriera | 16         | 4          |                 | 0               | 0               |                    | -                  | -                  |             | -           | -           | 16     | 4      |        |